# Anton Halm
Karl Anton Halm, född 5 juni 1789 i Steiermark, död 6 april 1872 i Wien, var en österrikisk tonsättare.

## Biografi
Anton Halm föddes 1789 i Steiermark. Han tjänstgjorde 1811 som österrikisk löjtnant vid Metz. Halm bosatte sig sedermera i Wien, där han sysselsatte sig med komposition och pianoundervisning. Han komponerade en mässa, pianotrior, stråkkvartetter och sonater med mera.